# Erik Meyer
Erik Meyer (La Mirada, 28 dicembre 1982) è un ex giocatore di football americano statunitense.

## Carriera universitaria
Si è formato nella Eastern Washington University giocando nella squadra degli Eagles.
Nel periodo universitario Meyer ha disputato 42 partite da quarterback lanciando per 10261 yard con 84 touchdown e 17 intercetti su 1097 lanci. Ha vinto nel 2005 il Walter Payton Award.

## Nella NFL
Pur non essendo stato selezionato al draft, nel 2006 ha firmato un contratto di free agent con i Cincinnati Bengals ma il 28 agosto è stato svincolato ancor prima di iniziare la stagione regolare.
Nel 2007 ha giocato nella NFL Europa con i Cologne Centurions. Poi ha firmato un contratto di free agent in luglio con i Seattle Seahawks ma ancora una volta il 28 agosto è stato tagliato.
Il 24 marzo 2008 ha firmato con gli Oakland Raiders.